# Ključ (pohoří)
Ključ (v srbské cyrilici Кључ, v češtině Klíč) je pohoří v střední/východní části Černé Hory, v blízkosti města Kolašin a národního parku Biogradska Gora. Táhne se západo-východním směrem, nejvyšší vrchol dosahuje výšky 1973 m n. m.
Pohoří je dobře přístupné od kolašinského nádraží na železniční trati Bělehrad–Bar. Ve své nejzápadnější části dosahují jeho vrcholy okolo 1300–1500 m n. m. (až ke klášteru Ćirilovac), poté začíná hlavní hřeben s vrcholky okolo 1900 m n. m., pokračující k vrcholu Lumer. 
V pohoří se nachází jedna horská chata, několik sjezdovek. Je turisticky hojně navštěvováno.